# Akaba (muhafaza)
Muhafaza Akaba (arab. محافظة العقبة) – prowincja (muhafaza) w Jordanii w południowo-zachodniej części kraju. Stolicą administracyjną jest Akaba.
Według spisu z 2015 roku populacja prowincji wynosiła 188 160 mieszkańców w tym 81 725 kobiet i 106 435 mężczyzn. Powierzchnia prowincji to 6904,7 km². Prowincja składa się z dwóch liw (okręgów) (arab. ناحية): Kasabat Akaba (w którym znajduje się stolica prowincji Akaba) oraz Quairah, w skład których wchodzi pięć gmin amanah (arab. أمانة).
Najcenniejszym zabytkiem prowincji są ruiny Petry.